# 雅科夫·列贊采夫
雅科夫·弗拉基米羅維奇·列贊采夫（羅馬化：Yakov Vladimirovich Rezantsev；1973年6月17日—），俄羅斯陸軍中將，曾被傳出於2022年俄羅斯入侵烏克蘭期間在烏克蘭赫爾松州陣亡。

## 生平
列贊采夫生於1973年1月4日或6月17日。
列贊采夫1990年開始服役。1994年畢業於遠東高等聯合兵種指揮學校；2002年畢業於俄羅斯聯邦軍隊綜合軍事學院；2008年畢業於俄羅斯總參謀部軍事學院。畢業於軍事學院後，列贊采夫獲得畢業徽章。
列贊采夫已婚。

## 事蹟
列贊采夫由排長開始逐步晉升為機動步兵旅指揮官。從2010年到2011年，列贊采夫擔任第57獨立近衛機動步兵旅指揮官；2011年至2013年，他擔任俄羅斯第7軍事基地指揮官；2013年列贊采夫獲授少將軍銜；2013年至2016年，他擔任西部軍區第20近衛聯合武裝集團軍參謀長。
2018年至2020年8月，列贊采夫擔任中央軍區第41合成集团军司令。自2020年8月起任南部軍區第49聯合武裝集團軍司令。2021年，列贊采夫獲俄羅斯總統弗拉基米爾·普京授予中將軍銜。
列贊采夫參與過俄格戰爭、俄羅斯在敘利亞內戰的軍事介入。2022年，列贊采夫指揮第49聯合武裝集團軍參與俄羅斯入侵烏克蘭，軍隊損失慘重。
根據烏克蘭最高拉達議員尤里·梅夏欣提供的初步消息，列贊采夫於2022年3月25日在入侵烏克蘭時於乔尔诺巴伊夫卡陣亡。
烏克蘭總統辦公室主任顧問阿列克謝·阿列斯托維奇曾在2022年3月24日表示，在烏克蘭擊退俄羅斯入侵南部過程中，烏克蘭武裝部隊炮轟設置在赫爾松國際機場的俄軍指揮中心，打擊目標包括第49聯合武裝集團的前進指揮所。2022年3月25日，據悉烏克蘭武裝部隊對赫爾松州乔尔诺巴伊夫卡的反攻中，列贊采夫被擊殺。
2023年6月17日，涅温诺梅斯克市長在Telegram祝他生日快樂。2024年2月5日，乌克兰国家安全局表示“正在采取措施将其绳之以法”，他被认为极有可能并未阵亡。

## 榮譽

### 俄羅斯
- 畢業徽章[10]
- 四級帶劍祖國功勳勳章[2][10]
- 亞歷山大·涅夫斯基勳章[2][10]
- 軍功勳章[10]
- 蘇沃洛夫勳章[2][10]
- 一級軍事英勇勳章（俄语：Медаль «За воинскую доблесть» (Минобороны)）[10]
- 二級軍事英勇勳章[10]
- 加強戰鬥聯邦獎章（俄语：Медаль «За укрепление боевого содружества» (Минобороны России)）[10]
- 一級軍功傑出獎章（俄语：Медаль «За отличие в военной службе» (Минобороны)）[10]
- 二級軍功傑出獎章[10]
- 三級軍功傑出獎章[10]
- 軍校優秀畢業獎章（俄语：Медаль «За отличное окончание военного вуза»）[10]
- 教學傑出獎章（俄语：Медаль «За отличие в учениях»）[10]
- 陸軍表現突出獎章（英语：Awards and emblems of the Ministry of Defence of the Russian Federation#Medals）[10]
- 赫魯廖夫將軍勳章（俄语：Медаль «Генерал армии Хрулёв»）[10]

### 阿布哈茲
- 勇氣勳章（俄语：Орден Мужества (Абхазия)）[10]
- 阿布哈茲軍功勳章（俄语：Награды Абхазии#Перечень основных ведомственных наград#Медали）[10]

- 為聯邦戰鬥獎章（俄语：Награды Абхазии#Перечень основных ведомственных наград）[10]